# John Baillie-Hamilton (13e comte de Haddington)
John George Baillie-Hamilton, 13e comte de Haddington (21 décembre 1941 - 5 juillet 2016) est un pair britannique et homme politique du parti conservateur. Il est aussi photographe et explorateur du paranormal .

## Biographie
Baillie-Hamilton est né en décembre 1941, fils de George Baillie-Hamilton (12e comte de Haddington), et de son épouse Sarah Cook (décédée en 1995). Il fréquente l'Ampleforth College, le Trinity College de Dublin et le Royal Agricultural College. Il travaille comme photographe et publie le magazine The Bird Table . Il travaille également avec l'Office du tourisme libanais et le Center for Crop Circle Studies. En 1998, il fonde l'organisation caritative Save Our Songbirds, maintenant Songbird Survival .
Après la mort de son père en 1986, Baillie-Hamilton hérite du titre de comte de Haddington, âgé de 44 ans et siège à la Chambre des lords jusqu'à la House of Lords Act 1999. Il pose sa candidature pour rester, mais n'arrive qu'à la 91e place sur la liste de son parti, 42 sièges lui étant attribués.
Baillie-Hamilton vit sur le domaine de Mellerstain House dans le Berwickshire.
Le 19 avril 1975, Baillie-Hamilton épouse Prudence Elizabeth Hayles. Ils divorcent en 1981. Il se remarie le 2 décembre 1984 avec Jane Heyworth. Le couple a trois enfants, deux filles et un fils:
- George Baillie-Hamilton, 14e comte de Haddington (né en 1985)
- Susan Moyra Baillie-Hamilton (née en 1988)
- Isobel Joan Baillie-Hamilton (née en 1990)